# Bitka pri Savi (388)
Bitka pri Savi leta 388 je bil vojaški spopad med vojskama rimskega uzurpatorja Magna Maksima in vzhodnega rimskega cesarja Teodozija I..

## Ozadje
Guvernerja Britanije Magna Maksima  so britanske legije v uporu proti zahodnemu rimskemu cesarju Gracijanu leta 383 proglasile za rimskega cesarja. Maksim je vdrl v Galijo in pri Parizu porazil Gracijana, katerega so malo kasneje v Lyonu ubili. Maksim je osvojil celo Zahodno rimsko cesarstvo, razen Italije, in od tam pregnal Gracijanovega brata in naslednika Valentinijana II..   Valentijan je zaprosil za pomoč vzhodnega cesarja Teodozija I.. Vojski sta se spopadli ob Savi pri Siscii. Maksim se je po porazu umaknil v Akvilejo, kjer so ga oblegali in prisilili k vdaji. 28. septembra 388 so ga usmrtili.

## Posledice
Z Maksimovo smrtjo se je končala še ena od številnih rimskih državljanskih vojn. Valentinijan II. se je vrnil na prestol Zahodnega cesarstva.

## Sklic
1. ↑  Magnus Maximus, De Imperatoribus Romanis, An Online Encyclopedia of Roman Emperors.

## Vira
- Walter Schmid, Emona. Dunaj, 1913. COBISS 1577312.
- Friedrich Lotter, Rajko Brato, Helmut Castritius, Völkerverschiebungen im Ostalpen-Mitteldonau-Raum zwischen Antike und Mittelalter (375−600), Reallexikon der Germanischen Altertumskunde, dopolnjeni zvezek 39. De Gruyter, Berlin-New York 2003. ISBN 978-3110178555, str. 84 f.